# Ben Is Back
Ben Is Back is een Amerikaanse dramafilm uit 2018, geregisseerd en geschreven door Peter Hedges.

## Verhaal
Het is Kerstmis en Holly Burns en drie van haar vier kinderen zijn net terug uit de kerk na een repetitie van de kerstdienst wanneer een onverwachte gast arriveert. Het gaat om haar zoon Ben, die in een afkickkliniek zat, die hij niet mocht verlaten. Ben is zevenenzeventig dagen clean. Terwijl Bens jongere zus Ivy en zijn stiefvader Neal sceptisch zijn, begint Holly alle medicijnen en sieraden in huis te verbergen en stelt ze een nieuwe regel op dat haar zoon niet eens naar de badkamer kan gaan zonder de deur open te laten. Nadat Ben de snelle drugstest van zijn moeder heeft doorstaan, mag hij een dag blijven voordat hij weer naar de afkickkliniek gaat. Omdat Ben nog steeds cadeaus nodig heeft voor zijn halfbroer Liam en halfzus Lacey, gaan ze samen winkelen. Ben ontmoet verschillende oude vrienden en voormalige klanten in het winkelcentrum. Het gaat snel rond in de stad dat Ben terug is. Holly vergezelt haar zoon ook naar een anonieme bijeenkomst voor drugsverslaafden in de stad, waar Ben openlijk vertelt over zijn verslaving en gevoelens.
Terug thuis doet Ben zijn best om te integreren in het gezinsleven door te spelen met zijn jongere halfbroer en halfzus en zijn geliefde hond Ponce. Ondanks de kerstgevoelens weet Ben niet zeker of hij terug kan naar zijn gelukkige oude leven. Zijn moeder stelt alles in het werk om dit voor hem mogelijk te maken. Als ze naar de kerstmis gaan, de enige dag van het jaar dat ze naar de kerk gaan, zien ze Beth Conyers, de moeder van een voormalige vriendin van Ben voor wier drugsverslaving hij zich verantwoordelijk voelt. Bij thuiskomst is de deur opengebroken, is de kerstboom omgestoten en ontbreekt Ponce. Ben vermoedt dat mensen die hij kent uit de drugsscene er iets mee te maken kunnen hebben. Samen met zijn moeder wil hij Ponce terughalen. Om dit te doen, willen ze de een na de ander ondervragen en is de lijst met mogelijke ontvoerders lang. In gesprekken met Ben over de tijd voordat hij zich terugtrok, leert Holly dingen over haar zoon die ze eigenlijk niet wilde weten. Ben legt uit dat als ze wist wat hij in het verleden had gedaan ze niet meer van hem kon houden.
Ze ontdekt dat Ben oxycodon kreeg van zijn voormalige geschiedenisleraar in ruil voor seksuele gunsten en dat hij mensen heeft beroofd om drugs te krijgen. Hij loog opnieuw tegen haar tijdens zijn huidige bezoek. De drugs die Holly tijdens het winkelen bij hem vond, had hij niet aangenomen tijdens de sessie van Narcotics Anonymous om een jonge vrouw te beschermen, maar teruggevonden terwijl hij door de kerstversieringen op de zolder van haar huis snuffelde. Drugs hadden hem altijd een gevoel gegeven dat zelfs zijn moeder hem niet kon geven. Holly wil haar zoon nog steeds niet opgeven. 
Als Ben met de auto wegrijdt om Ponce te vinden, leent Holly een auto van Beth en probeert ze haar zoon te vinden. Nadat Ben ermee heeft ingestemd om nog een keer als drugskoerier voor zijn voormalige vrienden op te treden, krijgt hij Ponce terug. Holly vindt de hond in haar auto geparkeerd bij de rivier en haar zoon levenloos in een leeg huis in de buurt, maar kan Ben weer tot leven wekken.

## Rolverdeling
| Acteur            | Personage         |
| ----------------- | ----------------- |
| Julia Roberts     | Holly Burns-Beeby |
| Lucas Hedges      | Ben Burns         |
| Courtney B. Vance | Neal Beeby        |
| Kathryn Newton    | Ivy Burns         |
| Rachel Bay Jones  | Beth Conyers      |

## Productie
De film werd aangekondigd in oktober 2017, met Lucas Hedges en Julia Roberts in de hoofdrol. Een maand later werd Kathryn Newton gecast als Bens zus Ivy. Op 5 december 2017 werd Courtney B. Vance bij de cast toegevoegd als Bens stiefvader. De opnames vonden onder meer plaats in Yonkers, New York.

## Release
De film ging in première op het Internationaal filmfestival van Toronto op 8 september 2018. Op 7 december 2018 werd de film uitgebracht in de Verenigde Staten.